# گدنه
گدنه، روستایی از توابع بخش دهج شهرستان شهربابک در استان کرمان است.

## جمعیت
این روستا در دهستان جوزم قرار دارد و براساس سرشماری مرکز آمار ایران در سال ۱۳۹۵، جمعیت آن ۱۴ نفر (۶ خانوار) بوده‌است.